# Ledsjö församling
Ledsjö församling var en församling i Kålland-Kinne kontrakt i Skara stift. Församlingen låg i Götene kommun i Västra Götalands län och ingick i Götene pastorat. Församlingen uppgick 2017 i Husaby församling.

## Administrativ historik
Församlingen har medeltida ursprung. 
Församlingen var till 1962 annexförsamling i pastoratet Götene, Holmestad, Vättlösa och Ledsjö, från 1962 till 1992 annexförsamling i pastoratet Husaby, Skälvum, Ova, Kinne-Kleva, Sil och Ledsjö.Församlingen var från 1992 till 2010 annexförsamling i pastoratet Husaby, Skälvum, Ova, Ledsjö och Kleva-Sil för att därefter till 2014 vara annexförsamling i pastoratet Husaby, Kleva-Sil och Ledsjö. Från 2014 ingick församlingen i Götene pastorat. Församlingen uppgick 2017 i Husaby församling.

## Kyrkor
- Ledsjö kyrka